# Igreja de Cristo Unida em Moçambique
A Igreja de Cristo Unida em Moçambique (IUCM) é uma denominação congregacional em Moçambique, constituída em 1905, a partir de missões do Conselho Americano de Comissários para Missões Estrangeiras.
A denominação é conhecida pelo seu trabalho educacional, bem como pela participação de seus membros na independência do país.

## História
Em 1905, o missionário F. Bunker, enviado pelo Conselho Americano de Comissários para Missões Estrangeiras chegou ao Moçambique. Ele iniciou a plantação de igrejas em Manica e em Sofala.<
Em 1931, Guilherme Tapera Nkomo foi o primeiro pastor nacional. Mais tarde, a Missão Basel apoiou o trabalho. A denominação sem espalhou então por Tete, Inhambane e Maputo.
Durante a Guerra da Independência de Moçambique, um dos pastores da denominação, Uria Simango, liderou a Frente de Libertação de Moçambique. Após a sua independência, tornou-se vice-presidente do país.
Em 2004, a denominação tinha 19 igrejas e 9.000 membros. Em 2011, era formada por 22 igrejas e cerca de 15.000 membros.

## Doutrina
A denominação subscreve o Credo dos Apóstolos e permite a ordenação de mulheres.

## Relações Intereclesiásticas
A ICUM é membro da Comunhão Mundial das Igrejas Reformadas. Além disso, possui relacionamento missionário com a Igreja Unida de Cristo dos Estados Unidos.